# Mahasen Al-Khatib
Mahasen Al-Khatib   (Jabalia, 1993 - Franja de Gaza, 19 d'octubre de 2024) va ser una dibuixant palestina, especialitzada en il·lustració i disseny i dibuix de personatges. Va ser assassinada per l'exèrcit israelià, durant el genocidi de Gaza.

## Trajectòria
Mahasen va utilitzar el seu art per a documentar les realitats del seu voltant i transmetre poderoses narracions de resiliència i esperança. No veia l'art com una obra, sinó com una manera d'expressar-se i connectar-se amb els altres.
La passió de Mahasen per l'art va començar sent molt jove, però no va poder iniciar la seva trajectòria artística fins a més tard. Va acabar el batxillerat el 2010; i, després de fer diverses feines per mantenir la seva família, Mahasen es va adonar que la seva veritable vocació era l'art. Va decidir abandonar la universitat, per a dedicar-se a la seva passió pel dibuix i l'art digital. Aquesta decisió va marcar l'inici de la seva carrera professional com a artista.
Va treballar com a autònoma en diversos projectes i va formar molts estudiants en art digital, ajudant-los a trobar els seus propis camins cap a l'expressió creativa i la independència financera. L'obra d'Al-Khatib, creada sota l'amenaça d'un conflicte constant, és un testimoni de la seva fortalesa i dedicació.
Es va fer coneguda pels seus missatges i dibuixos enviats des de Gaza per denunciar el genocidi. Unes hores abans de la seva mort, va publicar la seva darrera obra d'art, en honor a Shabaan Al-Dalu, de 19 anys, que va morir en un bombardeig israelià.
Va ser assassinada en un atac aeri de l'exèrcit israelià a Jabalia, al nord de Gaza. Aquest va ser l'últim missatge d'Al-Khatib:
| « | Oreu sempre per mi i no m'oblideu. No vull ser un altre nombre de titulars de notícies. Soc una història. | » |